# ひどけい座

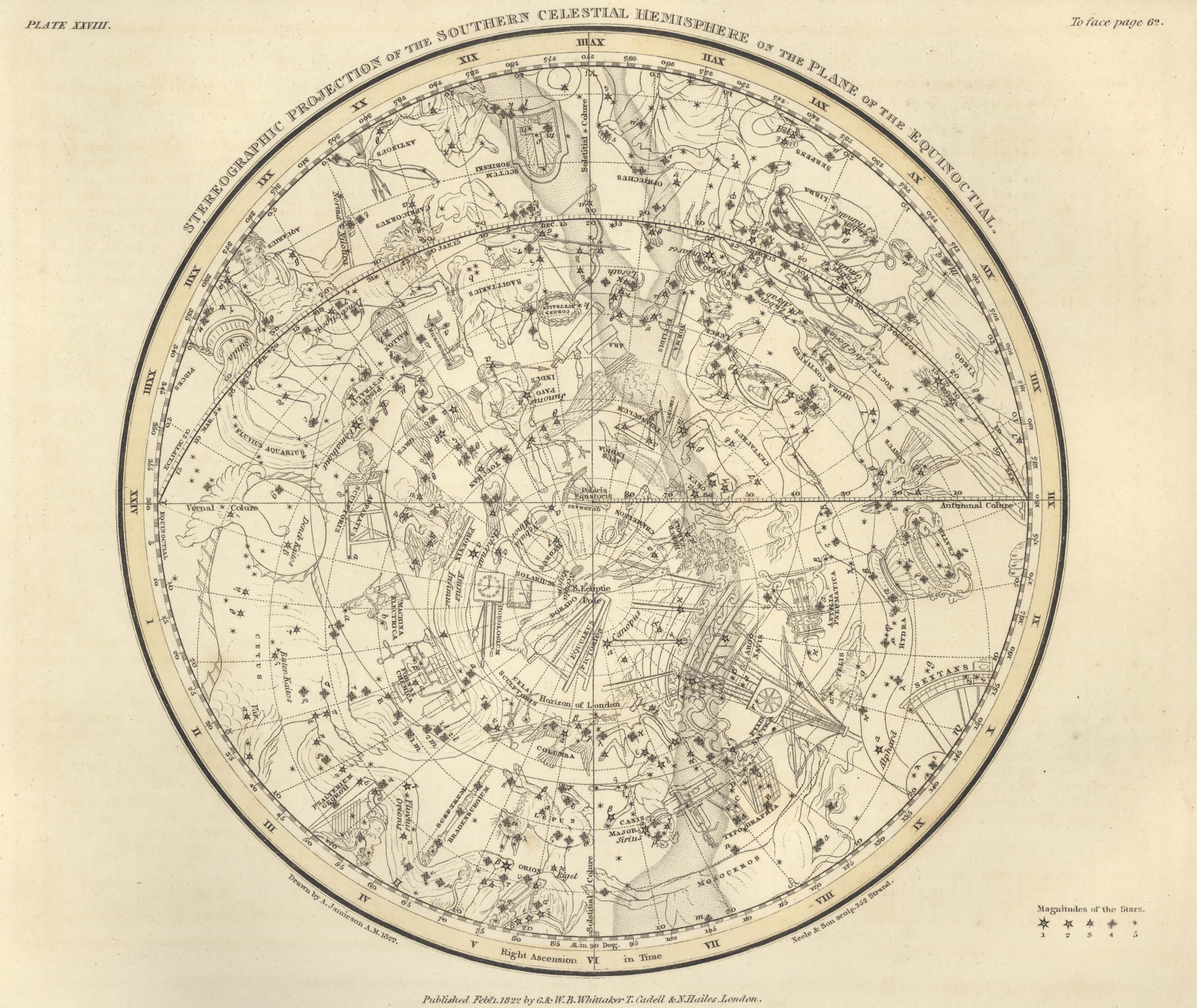
『ジェミーソン星図』の南天図、9時方向中心付近にひどけい座

ひどけい座（ひどけいざ、日時計座、Solarium）は、現在使われていない星座の1つ。
日時計を元にした星座で、現在のレチクル座の領域である、とけい座、かじき座、みずへび座の間にあった。1822年のアレクサンダー・ジェイミソンの星図 Celestial Atlas で初めて登場しており、彼自身のオリジナルと考えられている。1835年刊行のイライジャ・バリットの星図 Atlas of the Heavens にも描かれているが、その後広く使われることはなく、現行の88星座には含まれていない。